# Breitenbach (Baix Rin)
 Breitenbach (en alsacià Braitebàch) és un municipi francès, situat a la regió del Gran Est, al departament del Baix Rin. L'any 1999 tenia 652 habitants.
Forma part del cantó de Mutzig, del districte de Sélestat-Erstein i de la Comunitat de comunes de la Vall de Villé.

## Demografia
| 1962 | 1968 | 1975 | 1982 | 1990 | 1999 |
| ---- | ---- | ---- | ---- | ---- | ---- |
| 714  | 726  | 747  | 642  | 671  | 652  |

## Administració
| Període | Identitat         | Partit    |
| ------- | ----------------- | --------- |
| 2001-   | Jean-Pierre Piela | Les Verts |

## Galeria d'imatges

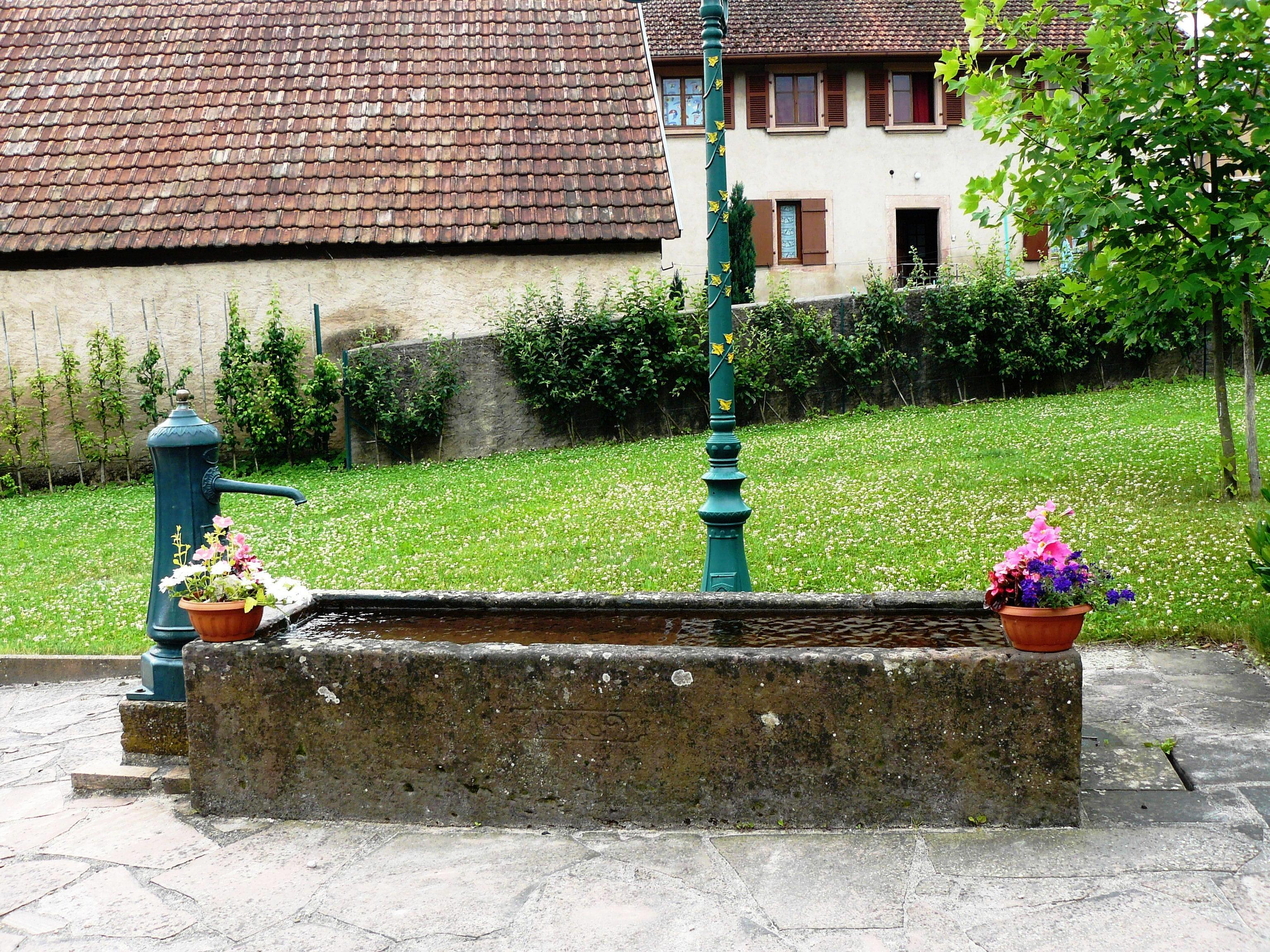
Petita font del centre de la vila
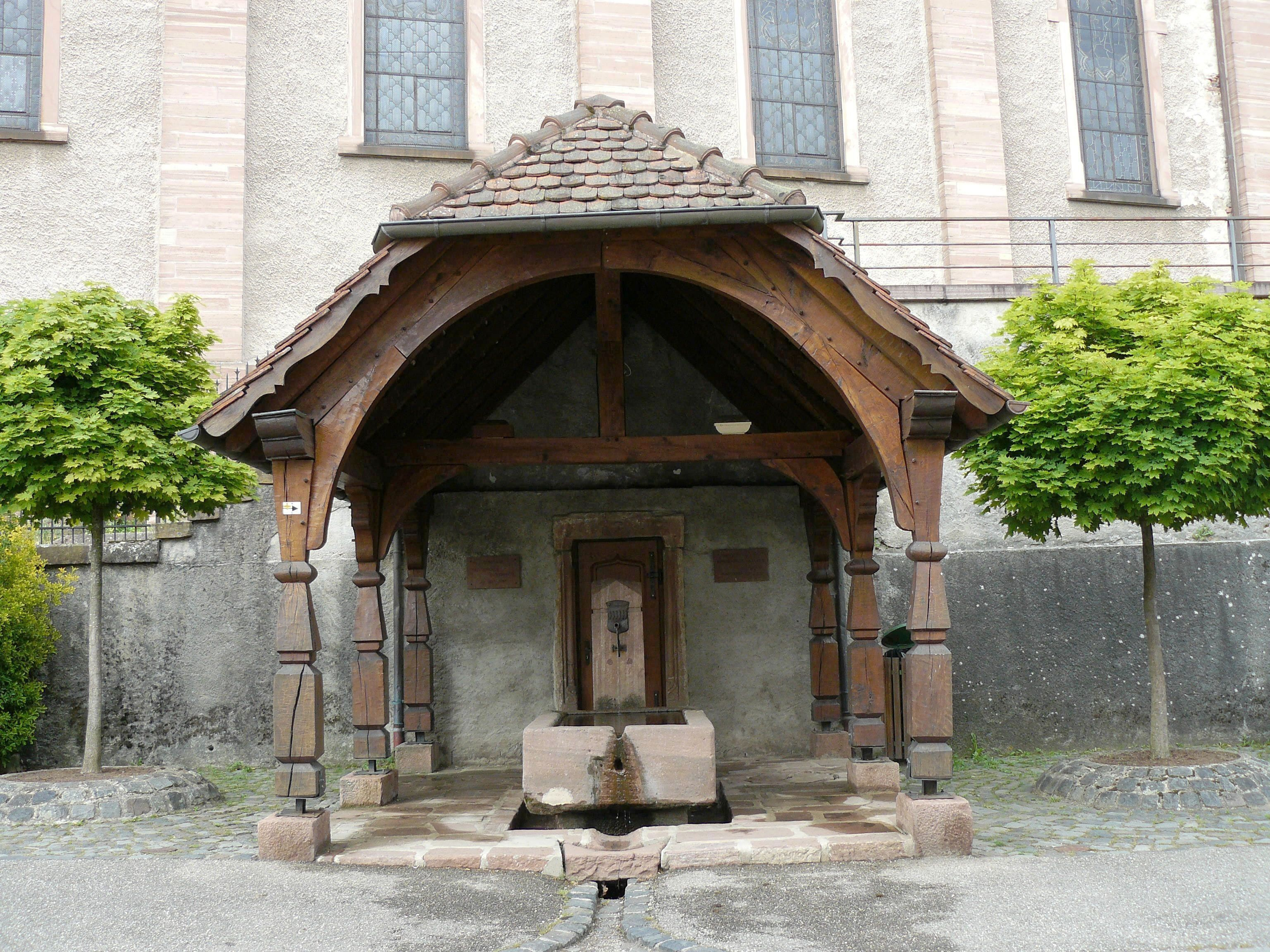
Antiga font a l'església de Saint Gall
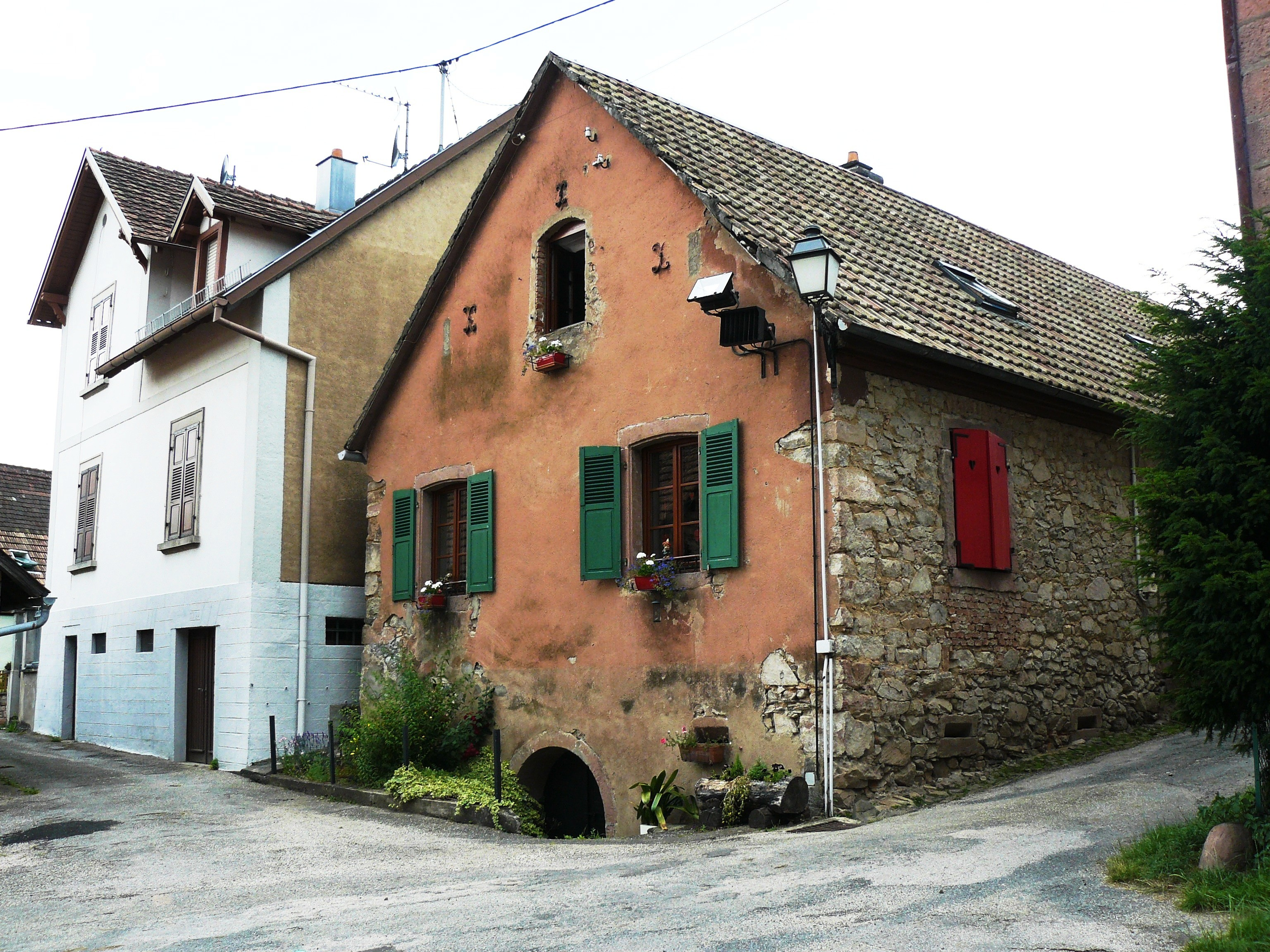
Antiga porta tradicional de Breitenbach